# Семёнов, Павел Афанасьевич
Павел Афанасьевич Семёнов (1912—1942) — советский танкист, Герой Советского Союза.

## Биография

### Ранние годы
Родился в семье рабочего-литейщика. После смерти отца в 1917 году мать одна воспитывала четверых детей.
Окончил 6 классов и школу фабрично-заводского ученичества при заводе «Красное Сормово». С 1928 года вместе со старшими братом и сестрой работал на судостроительном заводе «Красное Сормово».
В 1934 году был призван в бронетанковые войска РККА. Прошёл обучение в 5-м учебном батальоне 14-й механизированной бригады имени К. Б. Калиновского по специальности механика-водителя танка БТ-5. Служил в 1-м батальоне 14-й механизированной бригады командиром танка.

### Гражданская война в Испании
После начала гражданской войны в Испании П. А. Семёнов в числе других советских военнослужащих-добровольцев принял участие в оказании помощи сторонникам Республики в борьбе с франкистами. Воевал в составе 1-го отдельного интернационального танкового полка под командованием майора С. И. Кондратьева в качестве командира лёгкого танка Т-26. Первый бой в принял 13 октября 1937 года в районе Фуэнтес-дель-Эбро (провинция Сарагоса).
В одном из боёв танк получил повреждения и потерял ход, а Семёнов был ранен. Экипаж в течение суток держал оборону, отстреливаясь от наседавших мятежников и отказываясь сдаться. Израсходовав все боеприпасы, под покровом темноты советские танкисты сумели незаметно покинуть выведенную из строя машину и по оросительному каналу вернуться в свою часть.
Указом Президиума Верховного Совета СССР от 14 марта 1938 года за мужество и героизм при выполнении воинского и интернационального долга старший лейтенант Семёнов Павел Афанасьевич был удостоен звания Героя Советского Союза и награждён орденом Ленина, а после учреждения особого знака отличия ему была вручена медаль «Золотая Звезда».

### Межвоенные годы
В апреле 1938 года герой вернулся в Советский Союз и поступил в Военную академию механизации и моторизации РККА имени Сталина.
В 1941 год П. А. Семёнов успешно окончил военную академию, вступил в ВКП(б) и в звании капитана был назначен командиром танковой роты 1-го батальона 6-го механизированного корпуса 10-й армии Западного особого военного округа с дислокацией в районе Белостока.

### Великая Отечественная война
В этой должности он встретил начало Великой Отечественной войны, 22 июня 1941 года танками Т-34 встретив врага у переправы через реку Нарев.
С 23 по 25 июня 1941 года в составе 6-го механизированного корпуса принял участие в контрударе Красной Армии в районе Гродно, был контужен. Вместе с советскими частями, понёсшими тяжёлые потери на оккупированной территории Белоруссии и вынужденными уничтожить свои танки из-за отсутствия горючего и боеприпасов, 10 августа 1941 года вышел из окружения в районе города Торопец Калининской области.
Осенью 1941 года Семёнов был назначен инструктором аэросанного полка, однако 7 апреля 1942 года подал Л. З. Мехлису рапорт с просьбой об отправке на фронт. Его просьба была удовлетворена назначением на должность заместителя командира 1-го танкового батальона 169-й танковой бригады, сражавшейся в районе Сталинграда.
28 июля 1942 года капитан П. А. Семёнов, имея в распоряжнии 3 танка Т-34, организовал оборону совхоза «Первомайский» и в течение суток удерживал занятые позиции, при этом было уничтожено 3 танка и 5 противотанковых орудий противника. За это время из района боевых действий было эвакуировано 8 повреждённых советских танков и 10 автомашин, восстановлено 3 автомашины. За успешно проведённую операцию он был награждён орденом Красной Звезды.
Находясь в должности заместителя командира 1-го танкового батальона 169-й танковой бригады 1-й танковой армии Сталинградского фронта, в ходе отражения 23 августа 1942 года контрудара 16-й танковой и двух моторизованных пехотных дивизий вермахта на подступах к Сталинграду капитан Семёнов, заменивший погибшего механика-водителя своего танка, получил тяжёлое ранение и был вынесен с поля боя, в ходе которого батальон (14 танков Т-34), ударивший во фланг немецких дивизий, уничтожил 6 танков, 4 бронемашины, 6 ПТР, 68 автомашин с пехотой и грузами, истребил до 400 солдат и офицеров противника.
Под огнём противника П. А. Семёнова переправили через Волгу и к утру 24 августа доставили в эвакогоспиталь № 3259, где вечером 25 августа 1942 года он скончался от полученных ран и ожогов и был похоронен в селе Луговая Пролейка.
В мае 1958 года, в связи со строительством Волжской ГЭС, захоронение героя было перенесено в парк рабочего посёлка Приморск Быковского района Волгоградской области.

## Награды
- медаль «Золотая Звезда» (№ 72);
- орден Ленина;
- орден Красной Звезды;
- медали СССР.

## Память
- Именем П. А. Семёнова названа малая планета — астероид (2475) Семёнов, открытый в 1972 году астрономом Л. В. Журавлёвой.
- В центре парка посёлка Приморск на могиле Героя Советского Союза П. А. Семёнова установлен памятник — фигура танкиста со знаменем в руке.
- Именем П. А. Семёнова названо ГБОУ СПО «Сормовский механический техникум».
- Именем П. А. Семёнова названо МКОУ «Приморская средняя школа с углубленным изучением отдельных предметов им. Героя Советского Союза Семенова П.А.» Быковского муниципального района Волгоградской области

Бюст Герою Советского Союза Семёнову Павлу Афанасьевичу, установлен в Нижнем Новгороде у входа в Сормовский механический техникум. Ул. Свирская, 20.
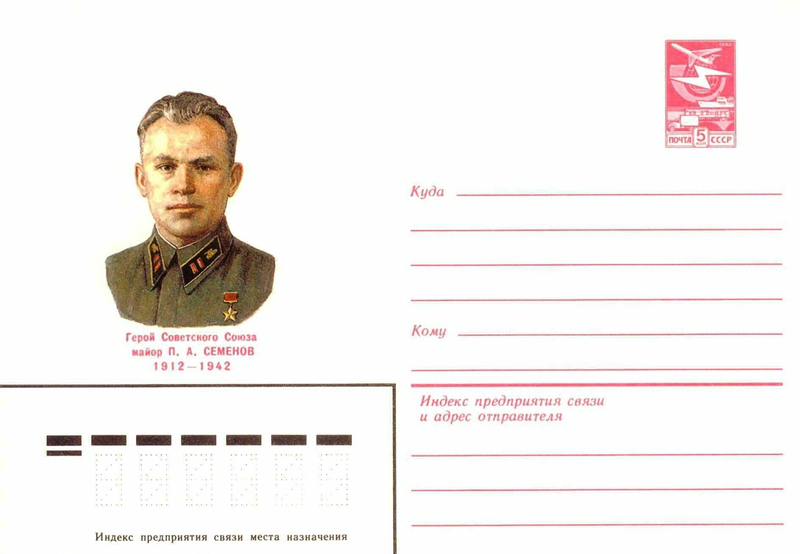
Художественный маркированный конверт 1983 года посвященный Семёнову